# 243637 Frosinone
243637 Frosinone è un asteroide della fascia principale. Scoperto nel 1999, presenta un'orbita caratterizzata da un semiasse maggiore pari a 2,3787905 UA e da un'eccentricità di 0,1116693, inclinata di 6,80859° rispetto all'eclittica.